# Final da Copa São Paulo de Juniores 2016
A final da Copa São Paulo de Futebol Júnior de 2016 foi a 47ª Final da Competição, e foi decidida por Corinthians (enea-campeão do torneio) e Flamengo (Bicampeão do torneio) em partida única no Estádio do Pacaembu, no dia 25 de janeiro de 2016. Foi a terceira vez consecutiva que os paulistas chegaram na Final da Competição. Foi também a 10a final da história da competição a ser disputada entre clubes cariocas contra times paulistas.
Enquanto os paulistas tentavam conquistar o título com 100% de aproveitamento, o time carioca tentava manter o aproveitamento de 100% em decisões: nas duas vezes que havia chegado na final da Copa São Paulo, levou o título.
Esta foi a primeira vez que as duas equipes de maior torcida do país decidiram este torneio. Por isso, esta é a final mais popular da história da competição.
Apesar de já terem decidido 2 torneios entre os profissionais, o canal ESPN considerou esta como a final mais importante na quase centenária história do confronto entre as equipes.
A partida foi transmitida ao vivo pelos canais ESPN, Rede Globo, Rede Vida, SporTV e TV Brasil, e terminou com vitória dos cariocas na disputa dos pênaltis (4x3), após um empate em 2x2 nos 90 minutos. Com isso, manteve-se um jejum para o Corinthians: a equipe alvinegra jamais conquistou o caneco depois de uma decisão por pênaltis. Três derrotas em três disputas: 1978 para o Inter, 1997 para o Paulista e, agora em 2016, para o tricampeão Flamengo.
A vitória do Flamengo representou o sétimo triunfo de equipes cariocas em 10 finais da Copa SP de Juniores contra times paulistas

## Campanhas
| Equipe      | J | V | E | D | GP | GC | SG   | Artilheiro            |
| ----------- | - | - | - | - | -- | -- | ---- | --------------------- |
| Corinthians | 8 | 8 | 0 | 0 | 28 | 5  | + 23 | Maycon - 6 gols       |
| Flamengo    | 8 | 7 | 1 | 0 | 20 | 6  | + 14 | Felipe Vizeu - 7 gols |

### Caminho até a Final
| Pos. | Equipe           | Pts | J | V | E | D | GP | GC | SG |
| ---- | ---------------- | --- | - | - | - | - | -- | -- | -- |
| 1º   | Corinthians      | 9   | 3 | 3 | 0 | 0 | 7  | 0  | 7  |
| 2º   | Botafogo-PB      | 4   | 3 | 1 | 1 | 1 | 4  | 3  | 1  |
| 3º   | Bragantino       | 2   | 3 | 0 | 2 | 1 | 3  | 5  | -2 |
| 4º   | Inter de Limeira | 1   | 3 | 0 | 1 | 2 | 2  | 8  | -6 |

| Pos. | Equipe          | Pts | J | V | E | D | GP | GC | SG  |
| ---- | --------------- | --- | - | - | - | - | -- | -- | --- |
| 1º   | Flamengo        | 9   | 3 | 3 | 0 | 0 | 10 | 3  | 7   |
| 2º   | Red Bull Brasil | 6   | 3 | 2 | 0 | 1 | 9  | 3  | 6   |
| 3º   | Palmeira        | 3   | 3 | 1 | 0 | 2 | 5  | 7  | -2  |
| 4º   | União Mogi      | 0   | 3 | 0 | 0 | 3 | 2  | 13 | -11 |

- O Flamengo jogou contra o Bahia já classificado para a próxima fase, mesmo que perdesse no tempo normal ou nos pênaltis.[6]

## A Partida

### Resumo
O técnico corintiano teve uma baixa para escalar seu time nesta partida: O zagueiro Léo Santos levou o terceiro cartão amarelo no triunfo contra o Cruzeiro e foi substituído por Dawhan. Já do lado flamenguista, o técnico Zé Ricardo não teve jogadores suspensos.
A partida começou com o Corinthians dominando a posse de bola, mas com o Flamengo criando mais chances de gol. Com apenas 14 min de jogo, o Fla já havia chutado 2 vezes com perigo contra a meta Corintiana.
Aos 19 min, Gabriel Vasconcelos recebeu na área e girou para fazer o primeiro gol. Aos 25, Matheus Pereira chutou forte, cruzado, para ampliar o placar. 2x0 para o Corinthians com apenas 25min de jogo. Mesmo com o placar adverso, o Fla não se abateu, e voltou a criar oportunidades, mas não as aproveitou.
O primeiro tempo terminou mesmo 2x0 Corinthians.
No segundo tempo, a história do jogo mudou completamente. O técnico do Flamengo inverteu os pontas de lado e recuou um pouco Trindade para conter o desequilíbrio criado pelo Corinthians do lado esquerdo. Com isso, o Flamengo cresceu de produção.
Logo no 1o min de jogo, a arbitragem anulou, supostamente de maneira equivocada, um gol de Lucas Paquetá por impedimento, após cobrança de escanteio de Matheus Sávio. Mesmo prejudicado pela arbitragem, o Fla continuou pressionando, e aos três minutos, Trindade fez o primeiro de cabeça, após cobrança de escanteio muito bem batida por Matheus Sávio. Aos oito, Matheus Sávio recebeu passe de Cafu, invadiu a área pela direita e, com um chute cruzado, empatou a partida.
A reação relâmpago do Flamengo tornou o Corinthians um time nervoso em campo. O clube rubro-negro, em contrapartida, mostrou-se mais à vontade no gramado do Paulo Machado de Carvalho. Dessa forma, o confronto ganhou em equilíbrio, comparado ao primeiro tempo.
Perto do fim, o árbitro paralisou a partida por alguns minutos por causa da fumaça vinda de sinalizadores acesos pela torcida alvinegra, que prejudicava a visão dos jogadores em campo.
Fim dos 90 min, 2x2. Como o regulamento não previa o tempo extra de 30 min, as cobranças de pênalti decidiriam o confronto.
Nas cobranças, Filipe defendeu a terceira cobrança do Flamengo, de Kleber. Mas, na sequência, Matheus Pereira tentou uma cavadinha para o Corinthians e jogou a bola por cima do travessão de Thiago.
O goleiro rubro-negro voltou a brilhar, ao defender o chute de Gabriel Vasconcelos. O próximo a cobrar seria o próprio goleiro Thiago. Se fizesse, o Flamengo seria campeão. Sua cobrança, porém, parou nas mãos de Filipe. Logo após defender, o arqueiro alvinegro provocou Thiago, e tomou cartão amarelo por isso.
Thiago voltou a fechar o gol, defendendo o chute de Claudinho. Após defender, "revidou" a provocação e também levou amarelo. Então, Patrick acertou a sua cobrança e garantiu o título rubro-negro, 4 a 3.
Ao final da partida, o goleiro Thiago explicou as provocações de ambos os goleiros:
| “ | "Quando eu bati o pênalti ele falou que goleiro não bate pênalti. Depois que eu peguei o pênalti eu falei: "Agora a pressão é contigo aí. Se você não pegar a gente é campeão." | ” |

### Detalhes da Partida
| 25 de janeiro | Corinthians                                   | 2 – 2 (3 – 4 Pênaltis) | Flamengo                         | Estádio do Pacaembu, São Paulo |
| 10:00         | Gabriel Vasconcelos 19' · Matheus Pereira 26' | Súmula Detalhes        | 48' Trindade · 53' Matheus Sávio | Público: 30,216 (Pagante: 29,212) Renda: R$ 632.870,00 Árbitro: SP Rafael Gomes Félix da Silva Auxiliar 1: Danilo Simon Auxiliar 2: Daniel Ziolli |

|                                                                       |       | Penalidades                                                       |  |
| Maycon Guilherme Dawhan Matheus Pereira Gabriel Vasconcelos Claudinho | 3 – 4 | Thiago Ennes Ronaldo Kleber Lucas Paquetá Thiago Patrick Valverde |  |

| Corinthians | Flamengo |

| G            | 22 | Filipe              | Disp. Pen.' |       |
| LD           | 2  | Léo Príncipe        |             |       |
| Z            | 4  | Del´Amore           |             |       |
| Z            | 7  | Dawhan              |             |       |
| LE           | 16 | Guilherme Romão     |             |       |
| V            | 5  | Warian              |             | 90+4' |
| M            | 8  | Maycon              |             |       |
| M            | 10 | Matheus Pereira     | 44'         |       |
| M            | 20 | Léo Jabá            |             |       |
| A            | 11 | Gustavo Tocantins   |             | 80'   |
| A            | 9  | Gabriel Vasconcelos | 18'         | 55'   |
| Substitutos: |    |                     |             |       |
| G            | 1  | Zé Guilherme        |             |       |
| Z            | 14 | Caio                |             |       |
| V            | 25 | Pedrinho            |             | 80'   |
| V            | 18 | Renan Areias        |             |       |
| M            | 21 | Matheus Vargas      |             | 90+4' |
| M            | 29 | Rodrigo             |             |       |
| A            | 26 | Claudinho           |             | 55'   |
| Treinador:   |    |                     |             |       |
| Osmar Loss   |    |                     |             |       |

| G            | 1  | Thiago           | Disp. Pen.' |     |
| LD           | 2  | Thiago Ennes     | Disp. Pen.' |     |
| Z            | 3  | Léo Duarte       |             |     |
| Z            | 13 | Dener            |             | 77' |
| LE           | 15 | Arthur Bonaldo   |             |     |
| V            | 5  | Ronaldo          |             |     |
| M            | 8  | Trindade         |             |     |
| M            | 11 | Lucas Paquetá    |             |     |
| A            | 7  | Cafu             |             | 72' |
| A            | 9  | Felipe Vizeu     |             |     |
| A            | 10 | Matheus Sávio    |             | 61' |
| Substitutos: |    |                  |             |     |
| G            | 20 | João Lopes       |             |     |
| Z            | 4  | Lincoln          |             |     |
| LD           | 14 | Kleber           |             | 61' |
| LE           | 6  | Michael          |             | 77' |
| M            | 18 | Henrique         |             |     |
| A            | 17 | Patrick Valverde |             | 72' |
| A            | 19 | Alan Cariús      |             |     |
| Treinador:   |    |                  |             |     |
| Zé Ricardo   |    |                  |             |     |

### Estatíticas do Jogo
| Corinthians               | Estatística      | Flamengo                  | Ref.   |
| ------------------------- | ---------------- | ------------------------- | ------ |
| 50.53%                    | Posse de bola    | 49.47%                    | [ 12 ] |
| 4 (certas) 6 (erradas     | Finalizações     | 4 (certas) 5 (erradas)    | [ 12 ] |
| 274 (certos) 44 (errados) | Passes           | 212 (certos) 58 (errados) | [ 12 ] |
| 9                         | Escanteios       | 7                         | [ 12 ] |
| 0                         | Impedimentos     | 4                         | [ 12 ] |
| 15                        | Faltas cometidas | 11                        | [ 12 ] |
| 12 (certos) 3 (errados)   | Desarmes         | 16 (certos) 1 (errado)    | [ 12 ] |
| 1 (certo) 2 (errados)     | Dribles          | 1 (certo) 0 (errados)     | [ 12 ] |
| 2 (certos) 15 (errados)   | Cruzamentos      | 2 (certos) 7 (errados)    | [ 12 ] |
| 9 (certos) 33 (errados)   | Lançamentos      | 14 (certos) 21 (errados)  | [ 12 ] |

## Premiação
| Copa São Paulo de Futebol Júnior de 2016 |
| Rio de Janeiro                           |
| ---------------------------------------- |
| FLAMENGO Campeão (3º título)             |